# Miroslav Šatan
Miroslav Šatan (ur. 22 października 1974 w Topolczanach) – słowacki hokeista, reprezentant Słowacji, czterokrotny olimpijczyk. Działacz hokejowy. Od 2017 menedżer generalny reprezentacji Słowacji.

## Kariera klubowa
- VTJ Topolczany (1991–1992)
- HC Dukla Trenczyn (1992–1994)
- Cape Breton Oilers (1994–1995)
- Detroit Vipers (1995)
- San Diego Gulls (1995)
- Edmonton Oilers (1995–1997)
- Buffalo Sabres (1997–2000)
- HC Dukla Trenczyn (2000)
- Buffalo Sabres (2000–2004)
- Slovan Bratysława (2004–2005)
- New York Islanders (2005–2008)
- Pittsburgh Penguins (2008–2009)
- Boston Bruins (2010)
- Slovan Bratysława (2010)
- OHK Dinamo (2011)
- Slovan Bratysława (2011–2014)

Od 10 stycznia 2011 do końca sezonu był zawodnikiem OHK Dinamo. Od września 2011 ponownie gracz Slovana Bratysława. W początkowej fazie sezonu KHL (2012/2013) doznał kontuzji kręgosłupa (spowodował ją rodak, Zdeno Chára z przeciwnej drużyny), która ostatecznie wykluczyła go z gry do końca sezonu. W lipcu nie przedłużył umowy ze Slovanem. Nową umowę z klubem podpisał na koniec listopada 2013 i dokończył z klubem już trwający wówczas sezon KHL (2013/2014).

## Kariera reprezentacyjna
Wielokrotny reprezentant kraju. Uczestniczył w turniejach o mistrzostwach świata w 1994 (Grupa C), 1995(Grupa B), 1996, 2000, 2002, 2003, 2004, 2005, 2007, 2010, 2011, 2012, 2013, 2014 oraz zimowych igrzysk olimpijskich 1994, 2002, 2006 i 2010.
W maju 2014, tuż po zakończeniu turnieju mistrzostw świata 2014, w wieku niespełna 40 lat ogłosił zakończenie kariery zawodniczej.
Do 2014 brał udział we wszystkich turniejach o mistrzostwo świata, w których dotąd Słowacja zdobywała medale.

## Sukcesy

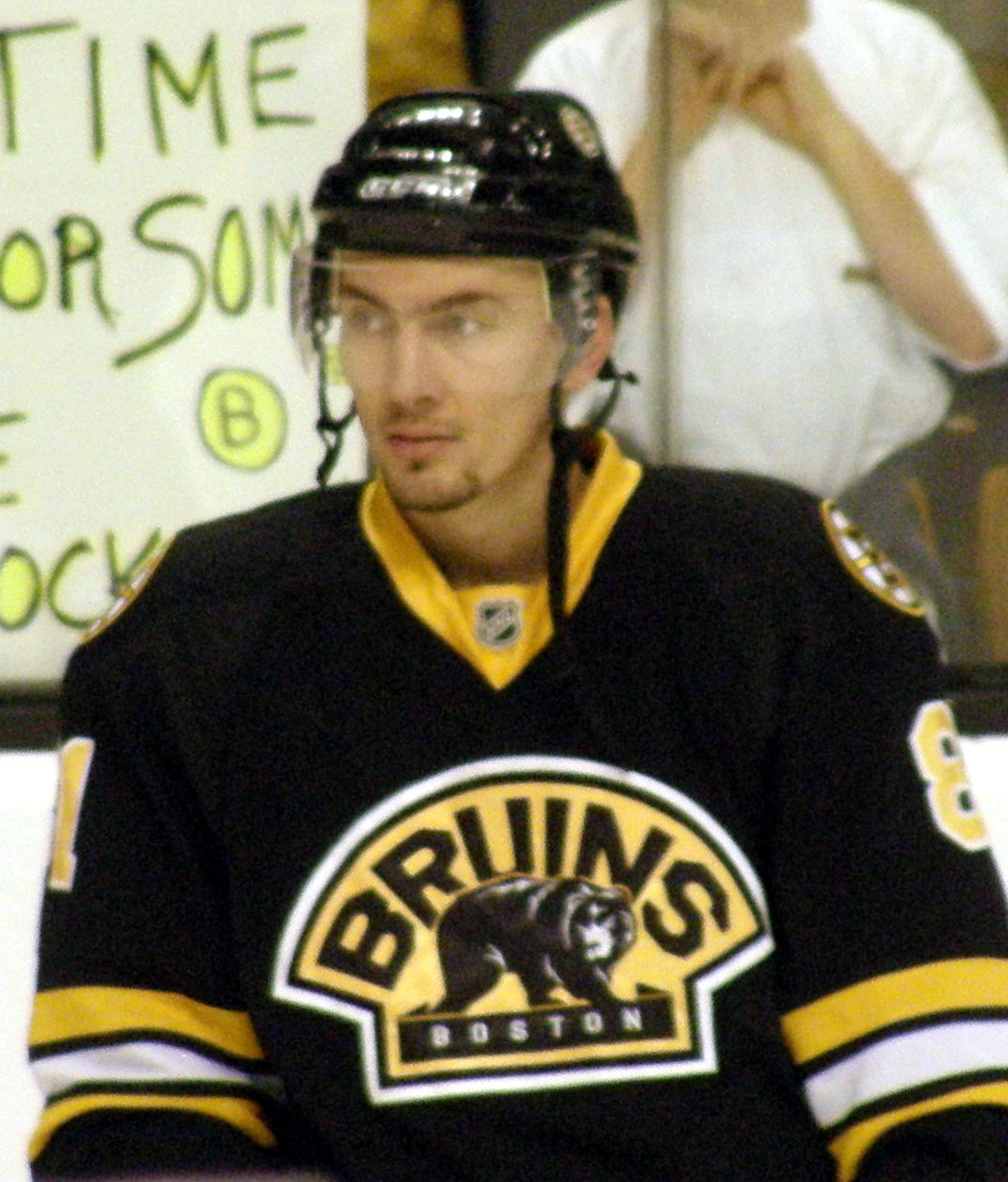
Miroslav Šatan w barwach Boston Bruins (2010)

Reprezentacyjne
- Srebrny medal mistrzostw świata: 2000, 2012
- Złoty medal mistrzostw świata: 2002
- Brązowy medal mistrzostw świata: 2003

Klubowe
- Puchar Stanleya: 2009 z Pittsburgh Penguins
- Złoty medal mistrzostw Słowacji: 1994 z HC Dukla Trenczyn, 2005 i 2012 ze Slovanem Bratysława

Indywidualne
- Hokej na lodzie na Zimowych Igrzyskach Olimpijskich 1994:
  - Pierwsze miejsce w klasyfikacji strzelców turnieju: 9 goli
- Ekstraliga słowacka 1993/1994:
  - Pierwsze miejsce w klasyfikacji strzelców
  - Pierwsze miejsce w klasyfikacji kanadyjskiej
- Mistrzostwa Świata w Hokeju na Lodzie 1994#Grupa C[8]:
  - Najlepszy napastnik turnieju
- Mistrzostwa Świata w Hokeju na Lodzie 1995#Grupa B:
  - Skład gwiazd turnieju
- Sezon NHL (1999/2000):
  - NHL All-Star Game
- Mistrzostwa Świata w Hokeju na Lodzie 2000:
  - Skład gwiazd turnieju
  - Najlepszy napastnik turnieju
  - Pierwsze miejsce w klasyfikacji strzelców: 10 goli
  - Pierwsze miejsce w klasyfikacji punktacji kanadyjskiej: 12 goli
- Mistrzostwa Świata w Hokeju na Lodzie 2002:
  - Pierwsze miejsce w klasyfikacji asystentów: 8 asyst[9]
  - Pierwsze miejsce w klasyfikacji punktacji kanadyjskiej: 13 punktów[10]
  - Skład gwiazd turnieju
  - Najlepszy napastnik turnieju
  - Najbardziej Wartościowy Gracz (MVP) turnieju
- Sezon NHL (2002/2003):
  - NHL All-Star Game
- Ekstraliga słowacka 2004/2005:
  - Skład gwiazd
- Mistrzostwa Świata w Hokeju na Lodzie 2011/Elita:
  - Jeden z trzech najlepszych zawodników reprezentacji[11]
- Sezon KHL (2013/2014):
  - Mecz Gwiazd KHL[12]

Wyróżnienia
- Złoty Krążek: 2000, 2001, 2004
- Galeria Sławy IIHF: 2019[13][14]

## Odznaczenia
- Order Ľudovíta Štúra II Klasy: 2000[15]
- Krzyż Prezydenta Republiki Słowackiej I Klasy: 2002[16]
- Medal Prezydenta Republiki Słowackiej: 2003[17]